# Iris Nélida García y Enrique Bustamante
Iris Nélida García y Enrique Bustamante, militantes de Montoneros detenidos desaparecidos por la Policía Federal el 31 de enero de 1977 en la ciudad de Buenos Aires Su caso muestra la coordinación represiva entre la Armada Argentina con otras fuerzas de seguridad en el marco del terrorismo de Estado en Argentina en las décadas de 1970 y 1980.

## El caso
Iris Nélida García Soler (conocida como "Tita", "Pajarita" o "Suzuki") (15 de mayo de 1952,  Mendoza, secuestrada desaparecida, 31 de enero de 1977, Buenos Aíres), era una estudiante de Sociología y militante de la Juventud Universitaria Peronista (JUP) y Montoneros que trabajaba en las villas de Barracas y San Telmo. Cuando fue secuestrada con su esposo cursaba un embarazo  de 3 meses. Fue vista en el centro clandestino el Club Atlético,  y en la ESMA.  El padre de Iris, coronel retirado del Ejército, se comunicó con la jerarquía militar y el Coronel Morelli le dijo que no la buscara más. En julio de 1977 el embarazo de Iris llegó a término y entonces fue llevada a la ESMA donde dio a luz a un varón que de inmediato se transformó en uno de los niños y niñas apropiados durante en dictadura y buscados por Abuelas de Plaza de Mayo. Su esposo Enrique Bustamante "Bebe" “Lobo” (5 de junio de 1951, Buenos Aires, secuestrado desaparecido, 31 de enero de 1977, Buenos Aires), fue también visto con vida en el CCD “Club Atlético” y continúa desaparecido igual que García Soler.
Los crímenes hacia ambos integran el tercer juicio que se desarrolla por los hechos sucedidos en la ESMA. Fueron testigos claves de su caso Sara Solarz de Osatinsky, y Ana María Careaga, una de las tres hijas de María Esther Ballestrino,  fundadora de Madres de Plaza de Mayo

## Nieto recuperado 122
En 2004 un exsecuestrado de la ESMA pudo identificar a Enrique Bustamante e Iris Nélida García como prisioneros. De esta manera, pudo incorporarse un nuevo caso al Banco Nacional de Datos Genéticos. Será en 2010 cuando una familiar se acerque a la Secretaría de Derechos Humanos para denunciar e incorporar el grupo familiar al BNDG.
A partir de denuncias recibidas en Córdoba por las Abuelas de Plaza de Mayo, se contactó a un joven que aceptó realizarse los exámenes de ADN. Finalmente se informó a la Conadi que se trataba del hijo de Iris García y Enrique Bustamante., del que en 2017 se supo que es padre de dos hijos,  vive en el interior y finalmente podrá conocer a su familia biológica.